# Пюїкапель
Пюїкапель (фр. Puycapel) — муніципалітет у Франції, у регіоні Овернь-Рона-Альпи, департамент Канталь. Пюїкапель утворено 1 січня 2019 року шляхом злиття муніципалітетів Кальвіне i Муржу. Адміністративним центром муніципалітету є Кальвіне. Населення — 732 особи (01.01.2021).